# Fort Fredriksborg
Pour un article plus général, voir Forts et châteaux de Volta, d'Accra et ses environs et des régions centrale et ouest.
Ne doit pas être confondu avec Fort Fredericksburg ou Fort Fredensborg.
Le Fort Fredriksborg, parfois orthographié Fort Friedrichsburg, et appelé aussi Fort Royal, est un ancien comptoir colonial fortifié, situé à Amanful, près de Cape Coast, au Ghana. Il a été construit en 1661 par les Danois de la Compagnie danoise des Indes occidentales et orientales sur la Côte-de-l'Or danoise. Il fut un important lieu de la traite négrière sur la côte de l'Or, et fait partie depuis 1979 des forts de la côte ghanéenne inscrits sur la liste du patrimoine mondial de l'Unesco.

## Historique

### Contexte
Les Danois achètent au "dey de Fetu" des terres sur une colline proche de Carolusburg, comptoir suédois depuis 1650, afin de le bombarder et de s'en emparer.
Les Danois détenaient aussi, depuis 1657, 200 kilomètres plus à l'est, sur le site de l'actuelle ville d'Accra, le fort Christiansborg, du nom du roi Christian V de Danemark (1646-1699), également pris aux Suédois, grâce au revirement du Hollandais Henry Caerlof, qui avait aidé les Suédois à s'installer pour le compte de la compagnie suédoise d'Afrique.
Henry Caerlof avait fondé en 1649 et 1650, pour le compte des Suédois, les comptoirs de Carolusburg et fort Osu. Le premier est devenu un site anglais en 1665, le fort de Cape Coast. Le second, devenu danois en 1657 sous le nom de fort Christiansborg, le reste 200 ans.
Parti en Europe en 1655, Henry Caerlof revint en 1657 sous le pavillon des Danois, traditionnels rivaux des Suédois, qui avaient décidé, sous le règne de Christian V de Danemark de les concurrencer jusqu'en Afrique par le biais de la Compagnie danoise des Indes occidentales et orientales. Carolusburg tomba aux mains des Danois, non sans opposer une résistance farouche.
En 1659, Henry Caerlof repartit une deuxième fois pour l'Europe, après avoir confié le site à Samuel Smit, emmenant dans ses cales, enchaîné, son ex-camarade Krusenstjerna, et une cargaison d'or pour le roi du Danemark. Mais entre-temps les deux pays ont fait la paix. Il est accusé de trahison, sa tête est donc mise à prix et il doit fuir à Anvers.
En 1660, la Compagnie néerlandaise des Indes occidentales réussit à faire croire à Samuel Smit que la Suède avait vaincu le Danemark. Celui-ci se plaça sous le pavillon hollandais, mais le dey de Fetu considéra que c'était une trahison envers Henry Caerlof, l'ami du dey. Il reprit le fort, pour le vendre aux derniers Suédois restés dans la région.
Puis très vite Fort Christiansborg revient à nouveau au Danemark, en 1661. La Côte-de-l'Or danoise se développa ainsi à partir de Fort Christiansborg en 1661. En 1663, c'est la Compagnie néerlandaise des Indes occidentales qui reprend à nouveau Carolusburg aux Suédois.

### Histoire du fort

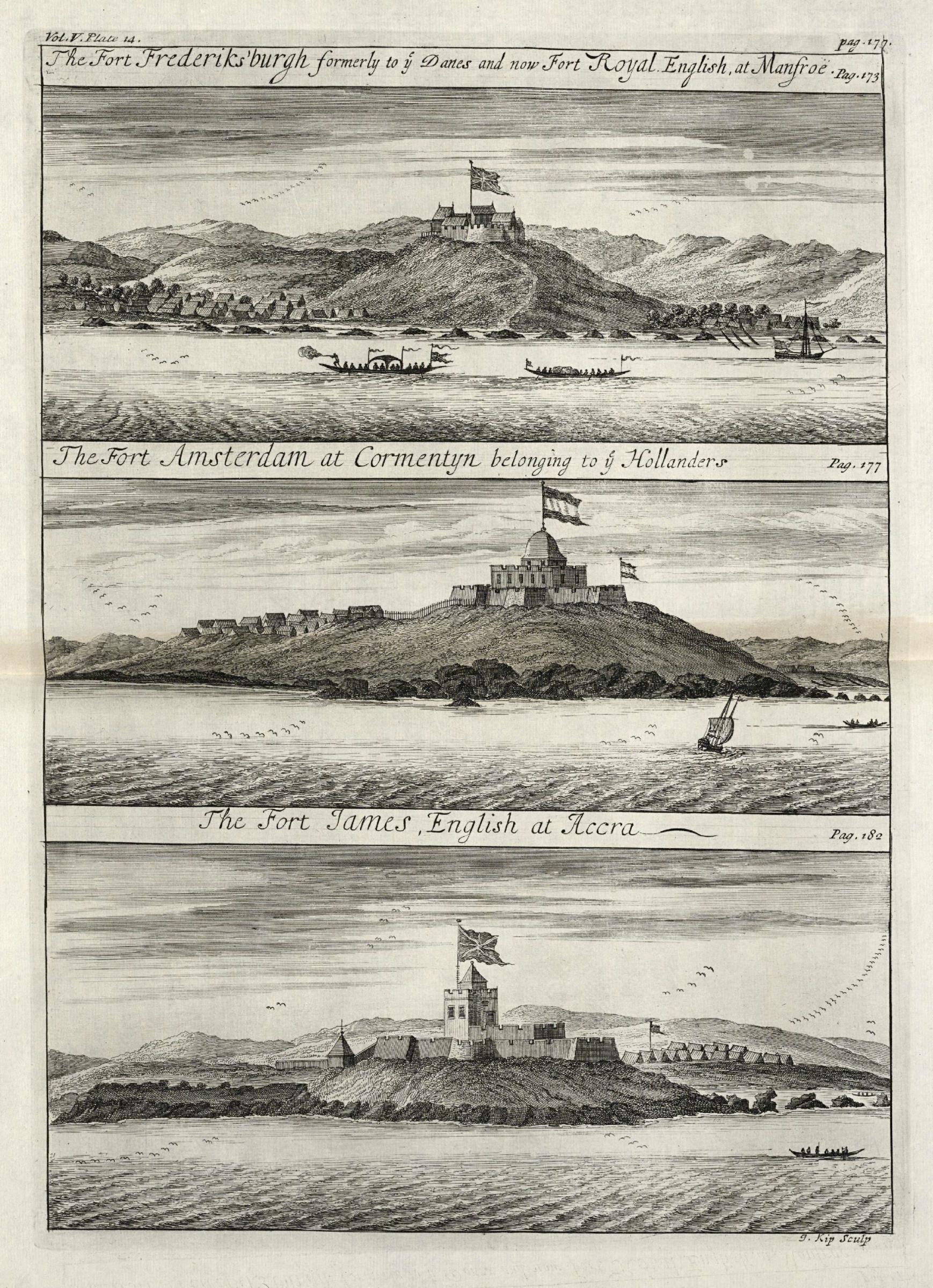
Les forts Fredriksborg (Frederiksburg), Amsterdam et James, sous contrôle britannique.

Les Danois reviennent en 1661, reprennent Fort Christiansborg, et décident d'installer un autre fort, sur une colline proche de Carolusburg, afin de pouvoir le bombarder. La Compagnie danoise des Indes occidentales et orientales négocie l'achat du terrain avec le Dey de Fetu et confie l'opération à Jos Cramer, un ancien marin de la Compagnie néerlandaise des Indes occidentales.
Il construit sur la colline le petit fort triangulaire de Fort Frederiksborg, qui permit de s'emparer de Carolusburg. Ce petit fort perd en 1683 son statut de capitale de la Côte-de-l'Or danoise, transférée à Fort Christiansborg. Fort Frederiksborg, lui, est revendu en 1685 aux Anglais, qui s'étaient emparés par la force en 1665 de Carolusburg pour en faire le Fort de Cape Coast.